# Dmitri I. von Perejaslawl

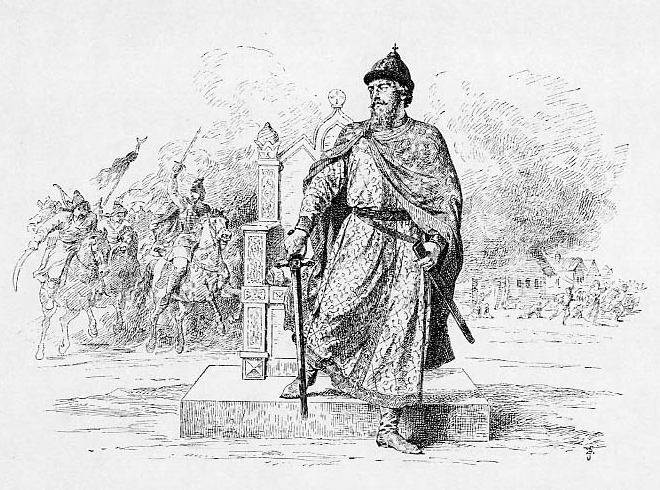
Dmitri I. von Perejaslawl

Dimitri I., auch Dmitri Alexandrowitsch Perejaslawski (russisch Дмитрий Александрович Переяславский; * um 1250; † 1294) war ein Sohn des Großfürsten Alexander Jaroslawitsch Newski und wurde 1258 von diesem zum Fürsten von Nowgorod ernannt.

## Leben
Nach dem Tod seines Vaters wurde er von seinen Untertanen dieses Titels enthoben. Nachdem sein Nachfolger Jaroslaw III. gestorben war, erhielt er das Fürstentum jedoch wieder zurück. Nach dem Tode des Großfürsten Wassili Jaroslawitsch 1276 bestieg Dimitri I. den großfürstlichen Thron, fand aber in seinem Bruder Andrei (II.) einen erbitterten Feind und wurde von ihm mit Hilfe der Tataren vertrieben. Später erlangte er den Thron wieder und behauptete sich unter beständigen Anfeindungen.